# White Oak (Texas)
White Oak es una ciudad ubicada en el condado de Gregg en el estado estadounidense de Texas. En el Censo de 2010 tenía una población de 6469 habitantes y una densidad poblacional de 272,79 personas por km².

## Geografía
White Oak se encuentra ubicada en las coordenadas 32°31′49″N 94°51′20″O / 32.53028, -94.85556. Según la Oficina del Censo de los Estados Unidos, White Oak tiene una superficie total de 23.71 km², de la cual 23.59 km² corresponden a tierra firme y (0.52%) 0.12 km² es agua.

## Demografía
Según el censo de 2010, había 6469 personas residiendo en White Oak. La densidad de población era de 272,79 hab./km². De los 6469 habitantes, White Oak estaba compuesto por el 92.35% blancos, el 2.32% eran afroamericanos, el 0.65% eran amerindios, el 0.46% eran asiáticos, el 0.02% eran isleños del Pacífico, el 2.27% eran de otras razas y el 1.93% pertenecían a dos o más razas. Del total de la población el 5.32% eran hispanos o latinos de cualquier raza.